# 亚历山大·措尼格
亚历山大·措尼格（德語：Alexander Zorniger，1967年10月8日—）是一位德国前足球运动员及现任足球教练，自2022年10月起担当德乙俱乐部格罗伊特菲尔特的主教练。

## 教练生涯
措尼格于2004年7月1日至2009年6月30日期间曾执教诺曼尼亚格明德，并在2008-09赛季率队在巴登-符腾堡足球高级联赛中以第九位完赛。随后，他接替洛塔尔·马特纳成为德甲俱乐部斯图加特的助理教练，主要负责辅助时任主教练马库斯·巴贝尔的工作。
半年后，于2009年12月6日，措尼格又离开斯图加特，并至2010年7月1日在时任索嫩霍夫大阿斯帕赫助理教练吕迪格·雷姆的支持下，出任该队的主教练一职。在那里，他几乎率队于2011-12赛季从地区联赛升入德丙联赛。
2012年7月3日，措尼格接替彼得·帕库尔特成为莱比锡RB主教练，后者在俱乐部新任体育总监拉尔夫·朗尼克要求年轻化的背景下而不得不放弃他的职位。由措尼格领导的团队在首季的各项赛事中保持不败。其中在地区联赛的成绩是21胜9平，并在季后的升级附加赛中顺利突围。此外，他们还在同年的萨克森杯决赛中击败开姆尼茨而夺冠。在2013年至2014年间，措尼格率领莱比锡RB完成了从地区联赛至德乙联赛的两连跳。但在2014-15赛季下半程，球队在积分榜逐渐远离升级区后，俱乐部宣布他将在赛季结束后离任。结果措尼格于2015年2月11日自行提前离队。
至2015-16赛季，措尼格同意接替许布·斯蒂文斯成为德甲俱乐部斯图加特的主教练。他获得了一份为期三年的合同，至2018年6月30日止。

### 执教数据
最後更新：2015年5月25日
| 俱乐部             | 自            | 至            | 成绩 | 成绩 | 成绩 | 成绩 | 成绩  | 成绩          |
| 俱乐部             | 自            | 至            | 场   | 胜   | 平   | 负   | 胜%   | 注            |
| ------------------ | ------------- | ------------- | ---- | ---- | ---- | ---- | ----- | ------------- |
| 索嫩霍夫大阿斯帕赫 | 2010年7月1日  | 2012年6月30日 | 64   | 29   | 15   | 20   | 45.31 | [ 12 ] [ 13 ] |
| 莱比锡RB           | 2012年7月3日  | 2015年2月11日 | 96   | 58   | 25   | 13   | 60.42 | [ 6 ]         |
| 斯图加特           | 2015年6月29日 |               | 0    | 0    | 0    | 0    | —     |               |
| 总计               | 总计          | 总计          | 160  | 87   | 40   | 33   | 54.38 | —             |